# 로성실
로성실(盧成實, 1960년 ~ )은 조선민주주의인민공화국의 정치인이다. 조선민주여성동맹 중앙위원회 위원장 겸 조선로동당 중앙위원회 정치국 후보위원이다. 최고인민회의 제12기 대의원 겸 상임위원회 위원이다.

## 경력
2001년 4월 여성동맹 평양시위원회 부위원장을 거쳐 2002년 2월 여성동맹 평양시위원회 위원장을 지냈다. 2006년 11월 여성동맹 중앙위 부위원장을 지낸 이후, 2008년 3월부터 여성동맹 중앙위 위원장('여맹' 중앙위 제52차 전원회의)을 맡고 있다. 2010년 9월, 조선로동당 중앙위원회 후보위원에 선임되었다.

## 최고인민회의 대의원
2009년 4월 최고인민회의 제12기 대의원 겸 상임위원회 위원에 선출되었다.

## 기타
2008년 박성철, 2009년 홍성남, 2010년 김중린, 2011년 김정일 사망 당시에 국가장의위원회 위원을 맡았다.

## 같이 보기
- 김경희 (김일성의 딸)
- 김성혜 (1965년)
- 김여정
- 조선민주주의인민공화국의 정치
- 조선민주주의인민공화국의 여성